# Goundoga
 (septembre 2013).
Goundoga est une ville du Togo

## Géographie
Goundoga est situé à environ 70 km de Dapaong dans la Région des Savanes.

## Vie économique
- Marché traditionnel permanent

## Lieux publics
- École secondaire